# 吳便
吳便（1472年—？），字廷言，浙江紹興府山陰縣人，匠籍，明朝政治人物。

## 生平
弘治二年（1489年）己酉科浙江鄉試第五十九名舉人。弘治十五年（1502年）中式壬戌科會試第二百十六名，二甲第九十五名進士。历官雲南府知府，正德十二年五月升雲南按察司副使，十五年六月考察以不謹閑住。

## 家族
曾祖吳暉；祖父吳璇；父吳源，母章氏；繼母俞氏。具庆下。子吴彦，嘉靖二年进士，官广东按察司佥事。